# جاكوب رايس
جاكوب رايس (بالإنجليزية: Jacob Rice)‏ هو سياسي أمريكي، ولد في 23 يناير 1787 في هنيكر في الولايات المتحدة، وتوفي بنفس المكان في 14 أبريل 1879.